# Givi Kartoziya

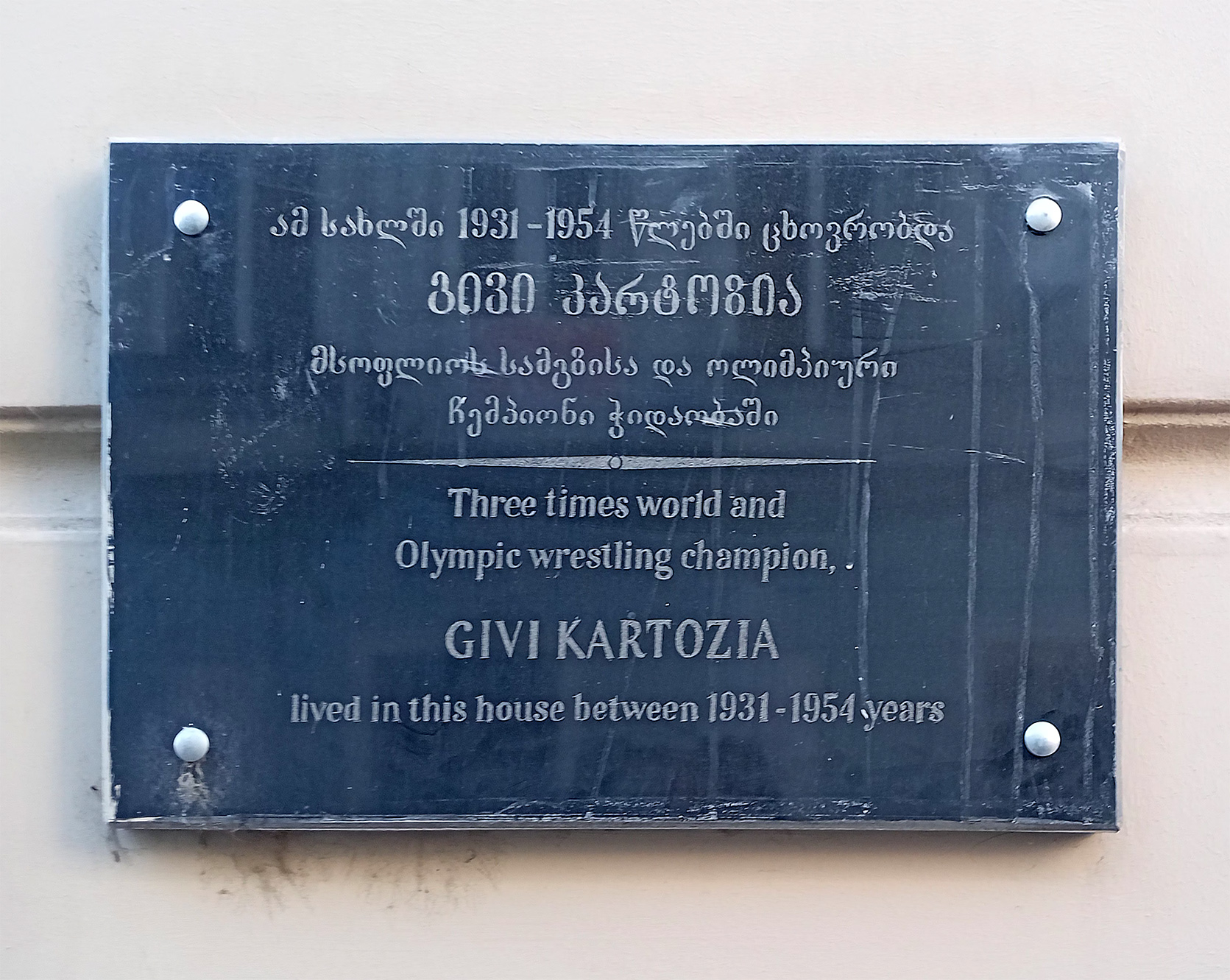
Plaque commémorative à Givi Kartozia au 10, avenue Davit Aghmashenebeli, Tbilissi

Givi Kartoziya est un lutteur soviétique né le 29 mars 1929 à Batoumi et mort le 3 avril 1998 à Tbilissi. Il est spécialisé en lutte gréco-romaine.

## Palmarès

### Jeux olympiques
- Médaille d'or dans la catégorie des moins de 79 kg en 1956 à Melbourne
- Médaille de bronze dans la catégorie des moins de 87 kg en 1960 à Rome[1]

### Championnats du monde
- Médaille d'or dans la catégorie des moins de 79 kg en 1953 à Naples
- Médaille d'or dans la catégorie des moins de 79 kg en 1955 à Karlsruhe
- Médaille d'or dans la catégorie des moins de 79 kg en 1958 à Budapest